# Cratere di Flynn Creek
Il cratere di Flynn Creek è un cratere di origine meteoritica situato nella contea di Jackson a circa 8 km a sud di Gainesboro, nel Centro-Nord del Tennessee (USA). Il cratere si è formato circa 360 ± 20 milioni di anni fa, ha un diametro di 3,8 chilometri e una profondità di 150 metri.